# Carl Walter (Architekt)

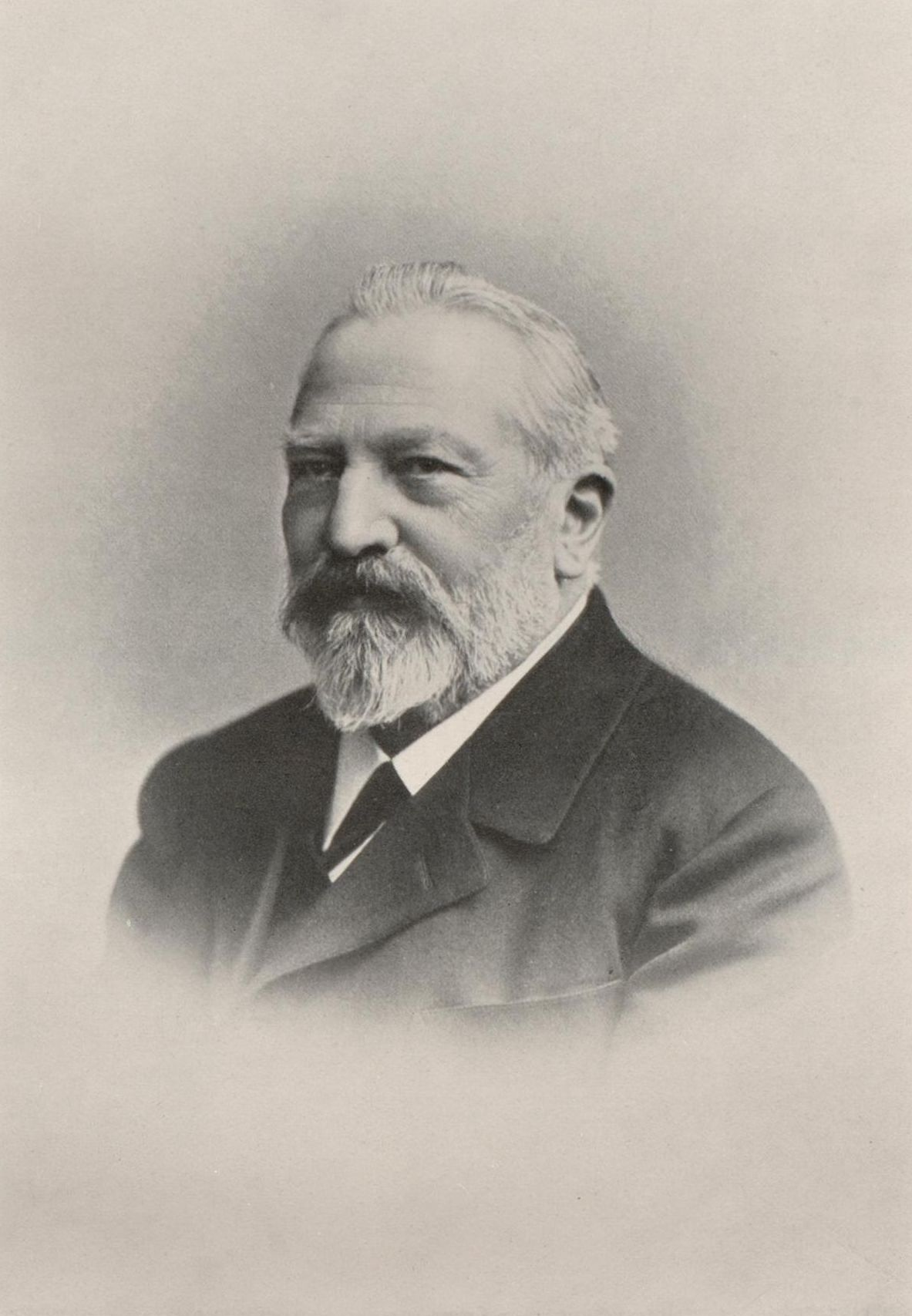
Carl Walter

Carl Walter (* 29. August 1834 in Wimpfen; † 24. April 1906 in Stuttgart) war ein deutscher Architekt und Lehrer bzw. Direktor der Baugewerkschule Stuttgart.

## Leben
Carl Walter besuchte von 1851 bis 1854 die Höhere Gewerbeschule Darmstadt, anschließend war er 1855 im Architekturbüro von Eduard Knoblauch in Berlin beschäftigt. Von 1856 bis 1861 studierte er an der Berliner Bauakademie und war danach als Mitarbeiter von Friedrich August Stüler tätig.
Ab 1861 lebte er in Stuttgart und arbeitete dort als Architekt. 1864/1865 war er Mitglied des Bürgerausschusses und von 1865 bis 1871 des Gemeinderats der Stadt Stuttgart. Ab 1865 war er Lehrer für Architekturfächer an der Königlich Württembergischen Baugewerkschule Stuttgart. 1869 wurde er zum Professor ernannt. Ab 1896 war er als Nachfolger von Joseph von Egle Direktor der Baugewerkschule. 1905 wurde er Vorsitzender des Württembergischen Vereins für Baukunde.
Neben seiner Lehrtätigkeit errichtete er zahlreiche Villen und öffentliche Bauten in und um Stuttgart.
Sein Sohn Rudolf Walter war Architekt und Baubeamter in Berlin-Charlottenburg.

## Bauten
in Stuttgart:
- 1865–1866: Villa für Luise Siegle, Reinsburgstraße 56
- 1866: Mehrfamilienwohnhaus-Paar, Reinsburgstraße 28/30
- 1867: Haus Schnabel, Silberburgstraße 172
- 1870–1871: Mehrfamilienwohnhaus-Paar, Werastraße 6/8 (mit Werkmeister Carl Eitelbuß)
- 1872–1874: Mittelschule für Knaben und Mädchen, Kasernenstraße 24–26 (mit Heinrich Wagner)
- 1873–1874: Villa Clason, Wagenburgstraße 13
- 1873–1876: Haus der Museumsgesellschaft, Lindenstraße 10 / Rotestraße (mit Heinrich Wagner)[1]
- 1874–1875: Villa Jäger und Binder, Marienstraße 33
- 1881–1883: Wohnhaus Knosp, Feuerseeplatz / Rotebühlstraße
- 1894–1895: Villa Sieber, Mörikestraße 21

in Ludwigsburg:
- 1887–1889: Villa Franck, Leonberger Straße 8

in Tübingen:
- 1888: Villa Lust (Ludwigslust), Neckarhalde 56

in Ulm:
- 1894–1896: Saalbau, Bahnhofstraße / Mühlengasse